# Rich Brian
Браян Імануель Суварно (індонез. Brian Imanuel Soewarno), відомий під псевдонімом Річ Браян(англ. Rich Brian; раніше – Річ Чіґґа) — індонезійський репер та комік з Джакарти. Здобув популярність завдяки вірусному дебютному синглу «Dat $tick», який побачив світ у лютому 2016 року.

## Біографія
Народився 3 вересня 1999 року в Джакарті (Індонезія) у сім'ї китайсько-індонезійського походження. Своє дитинство провів разом із своїми братами та сестрами у Західній Джакарті, у районі з середнім та низьким рівнем достатку, незважаючи на те, що його батько працює юристом. Ніколи не ходив до школи, а здобував домашню освіту.
2010 року, коли йому було всього одинадцять років, Імануєль почав свою діяльність в соцмережах. Спочатку за допомогою фотошопа робив різноманітні картинки та публікував їх на Твіттері, а згодом почав робити й відеоконтент — скетчі у жанрі чорного гумору, які також оприлюднював у Твіттері. У п'ятнадцятирічному віці вирішив переміститися на нову платформу — Vine — та почав публікувати там щоденні відео. Вивчав англійську, дивлячись ютюб відео та слухаючи  реп виконавців, зокрема таких як Childish Gambino, 2 Chainz, Macklemore та Tyler, The Creator.
Почав захоплюватися хіп-хопом у 2012 році, коли один із його американських друзів познайомив його з треком «Thrift Shop» репера Macklemore. Імануель почав детальніше вивчати цей жанр, відкриваючи для себе такі реп-імена як Drake, 2 Chainz, Kanye West та Logic. Імануель записав свою першу реп-композицію 2014 року, використовуючи мікрофон iPhone та інструментал репера MF Doom.
Спочатку Імануель хотів стати кінематографістом в Лос-Анджелесі, але відмовився від такого задуму, коли розпочав свою музичну кар'єру.

## Кар'єра
17 липня 2015 Імануель випустив свій дебютний трек під назвою «Living the Dream», який опублікував на своєму ютюб-каналі. 22 лютого 2016 року світ побачив його дебютний сингл «Dat $tick»", який приніс йому міжнародне визнання. 9 серпня 2016 року на iTunes з'явився другий сингл — «Who That Be». Згодом Річ Чіґґа також випустив ремікс пісні «Dat $tick»" за участі таких реперів як Ghostface Killah та Pouya. Свій третій сингл — «Seventeen» — репер опублікував одночасно на своїй сторінці у SoundCloud та на Ютюбі.
У травні 2017 року Імануель випустив сингл «Gospel» (у співпраці з репером XXXTENTACION та репером Keith Ape). 15 сепрпня 2017 на його ютюб-каналі з'явився трек «Glow Like Dat». Серед його останніх композицій — треки «Chaos» та «Crisis» (за участі репера 21 Savage).
2 лютого 2018 — випустив свій дебютний альбом «Amen».